# Sitio de Sofía
El sitio de Sofía (en búlgaro: Битка при София) se llevó a cabo en 1382 o 1385 durante el curso de las Guerras Búlgaro-Otomanas. Incapaz de defender a su país de los otomanos, en 1373 el emperador búlgaro Iván Shishman acordó convertirse en vasallo otomano y casar a su hermana Kera Tamara con el sultán Murad I, mientras que los otomanos tuvieron que regresar algunas fortalezas conquistadas. A pesar de la paz, en el inicio de la década de 1380 los otomanos reanudaron su campaña y sitiaron la importante ciudad de Sofía que controlaba las principales rutas de comunicación a Serbia y Macedonia. Hay muy pocos registros sobre el sitio. Después de los fallidos intentos de asaltar la ciudad, el comandante otomano Lala Shahin Pasha consideró abandonar el sitio. Sin embargo, un renegado búlgaro logró convencer al gobernador de la ciudad ban Yanuka salir de la fortaleza para cazar y los turcos lo capturaron. Sin líder, los búlgaros se rindieron. Los muros de la ciudad fueron destruidos y una guarnición otomana fue instalada. Con el camino hacia el noroeste despejado, los otomanos presionaron aún más y capturaron Pirot y Niš en 1386, así pusieron una cuña entre Bulgaria y Serbia.